# Helena Grozer
Helena Grozer (geb. Havelková; * 25. Juli 1988 in Frýdlant) ist eine tschechische Volleyball- und ehemalige Beachvolleyballspielerin. Sie gewann mit der Nationalmannschaft die European Golden League und den Challenger Cup. Im Vereinsvolleyball siegte sie bei drei europäischen Pokalwettbewerben und wurde italienische, polnische, chinesische, russische und puerto-ricanische Meisterin.

## Karriere

### Karriere Halle
Die in Nordböhmen geborene Sportlerin begann ihre Karriere 2003 in der Nähe ihres Geburtsortes beim VK TU Liberec. Im gleichen Jahr wurde sie mit der Jugendnationalmannschaft ihres Heimatlandes Neunte bei der U18-Weltmeisterschaft. Zwei Spielzeiten später wechselte sie zum SK Slavia Praha. Mit dem Team aus der Hauptstadt wurde sie 2006 tschechische Vizemeisterin. Im Jahr zuvor belegte sie mit dem tschechischen Jugendteam bei der U18-EM den achten Rang. Mit dem älteren Jahrgang wurde sie in der folgenden Saison Neunte. Im Vereinsvolleyball ging es 2007 nach Italien zu Unicom Starker Kerakoll Sassuolo. Während die Außenangreiferin im gleichen Jahr ihre Nationalmannschaftskarriere bei den Erwachsenen startete, war mit dem Verein aus der Provinz Modena nur ein siebter und ein achter Platz in der Liga sowie der zweimalige Einzug ins Pokalviertelfinale möglich. Daher entschied sich Havelková zu einem Wechsel innerhalb des südeuropäischen Staats. Mit Yamamay Busto Arsizio wurde sie 2010 CEV Cupsiegerin. Zwei Spielzeiten später konnte der Sportclub aus der Provinz Varese neben der italienischen Meisterschaft und dem Pokalsieg ein weiteres Mal den europäischen Wettbewerb für sich entscheiden. Danach zog die Tschechin nach Russland. Mit Dinamo Krasnodar gewann sie mit dem Challenge Cup zum dritten Mal einen kontinentalen Vereinswettbewerb. In der folgenden Saison konnte sie mit Eczacıbaşı VitrA zwar keinen Titel gewinnen, stand aber immerhin im türkischen Supercupendspiel und 2015 wieder mit Yamamay Busto Arsizio im Endspiel der italienischen Version dieses Wettbewerbs sowie im Finale der Champions League. Inzwischen hatte sie mit der tschechischen Landesauswahl mehrere Male an Europameisterschaften teilgenommen. 2007, als sie zum ersten Mal zum Kader gehörte, wurde die Mannschaft Zehnter, 2009 Neunter, 2011 Achter, 2013 ebenfalls Achter und 2015 Elfter. Dazu kamen noch der fünfzehnte Rang bei der Weltmeisterschaft 2010, die World Grand Prix Events 2014 und 2015 sowie der Einzug in die Vorschlussrunde der European Golden League 2011, bei der Havelková als beste Scorerin ausgezeichnet wurde und als absolutes Highlight die gleiche Veranstaltung in der folgenden Spielzeit mit dem tschechischen Sieg und der Auszeichnung als beste Annahmespielerin. Im Vereinsvolleyball hatte die Böhmin inzwischen ihre Europareise fortgesetzt. Mit Chemik Police siegte sie 2016 sowohl in der polnischen Meisterschaft als auch im Pokal und im Supercup.
Anschließend wagte sich Helena Havelková zum ersten Mal zu einem Verein in einen anderen Kontinent. Nachdem sie mit Shanghai Donghao Lansheng die chinesische National Championship siegreich beendet hatte, kehrte sie für eine Spielzeit nach Italien zurück. Nach einem titellosen Jahr mit Saugella Team Monza verschlug es sie ein weiteres Mal in den flächenmäßig größten Staat der Erde. Mit Dinamo Moscow schaffte sie zum insgesamt dritten Mal das Triple und zum zweiten Mal den Dreifacherfolg aus Meisterschaft. Pokal und Supercup. 2020 erreichte sie mit dem Sportverein aus der russischen Hauptstadt noch das Pokal- und das Supercupfinale. Die nächste Spielzeit verbrachte die Außenangreiferin wieder in Italien. Mit Bartoccini Fortinfissi Perugia gelang allerdings kein weiterer Titelgewinn. Den Herbst 2022 und das Frühjahr 2023 verbrachte die Tschechin vor allem im Sand. Anschließend entschied sie sich für eine weitere Hallensaison außerhalb ihres Heimatkontinents. Als Spielerin von Cangrejeras de Santurce fügte sie ihren zahlreichen Erfolgen mit dem puerto-ricanischen Landesmeistertitel eine weitere nationale Meisterschaft hinzu. Mit der Nationalmannschaft stand sie 2024 ein weiteres Mal im Endspiel der Europaliga und siegte mit dem Team im Challenger Cup.
Helena Grozer, wie sie inzwischen heißt, ist weiterhin bei Cangrejeras de Santurce unter Vertrag und steht mit dem Verein zum zweiten Mal im Endspiel um die Championship des Inselstaates in der Karibik (Stand: 17. April 2025).

### Karriere Beach
Nur sieben Monate insgesamt war Havelková im Sand aktiv. Mit ihrer einzigen Partnerin Markéta Sluková erreichte sie allerdings in dieser kurzen Zeit Beachtliches. So standen sie im Mai 2023 sowohl im Endspiel einer Veranstaltung der österreichischen Beachserie als auch in der Vorrundengruppe F des Beach Volley  Nations Cup der CEV. Ihr sportlich wertvollstes Resultat gelang den beiden jedoch im November des Vorjahres. Beim Challenge der World Pro Tour in Torquay überstanden sie die Qualifikation unbeschadet, besiegten ihre beiden gegnerischen Duos im Pool B und gewannen auch ihr Achtelfinale. Erst in der Runde der besten Acht wurden sie von den Finalistinnen Yuan Lvwen / Dong Jie bezwungen und belegten so im Endklassement den geteilten fünften Rang. Drei Wochen zuvor waren sie Neunte beim Elite16 von Kapstadt geworden.

## Auszeichnungen
- 2011: Beste Scorerin der European Golden League
- 2012: Beste Annahmespielerin der European Golden League
- 2012: Beste Angreiferin der italienischen Serie A
- 2012: Wertvollste Spielerin des italienischen Pokals
- 2015: Beste Außenangreiferin der Champions League
- 2019: Beste Aufschlägerin des russischen Pokals
- 2019: Wertvollste Spielerin des russischen Supercups
- 2020: Beste Außenangreiferin der russischen Superliga[5]

## Persönliches
Die Athletin ist die Schwiegertochter von Georg Grozer senior. Sie heiratete seinen Sohn im Sommer 2024 und nahm dessen Nachnamen an.